# American Kenpo
American Kenpo of kortweg kenpo is een vechtsport die in de 20e eeuw is ontstaan in de VS. Als vader van het moderne kenpo wordt Ed Parker beschouwd, die de IKKA oprichtte om zijn vechtkunst te verspreiden. Na de dood van Ed Parker in 1990 viel de IKKA uiteen in een groot aantal bonden met elk een eigen interpretatie van het systeem. In Nederland zijn ten minste vijf van deze stromingen actief, de IKKA, EKKI, UKF, AKKS en Kenpo 2000. Van deze heeft de IKKA-school de meeste studenten.
American Kenpo noemt zichzelf "the science of streetfighting" en is qua filosofie te vergelijken met kajukenbo en jiujitsu, in de zin dat het zich voornamelijk richt op effectieve zelfverdediging. De bedoeling is de student een aantal principes te geven waarmee hij of zij zich uit netelige situaties kan redden.
De nadruk bij kenpo ligt op vechten met handen, voeten, knieën en ellebogen en minder op het gebruik van grepen en klemmen. Het idee hierachter is dat in een situatie met meerdere aanvallers het nadelig is één hiervan in een klem te nemen en met het idee dat worstelingen nadelig zijn in straatgevechten waar messen en ander wapens gebruikt kunnen worden; in plaats daarvan is het doel de aanvallers zo snel en grondig mogelijk uit te schakelen.
Historisch gezien heeft kenpo zijn oorsprong in het Chinese kempo dat via Okinawa en Hawaï overwaaide naar de Verenigde Staten.

### Overige informatie
- http://www.kenpo.nl/
- http://www.kenpo-nederland.nl/
- http://www.katsudokenpo.nl/
- afkomst kenpo